# چارلز برنتلی آیکوک
چارلز برانتلی آیکوک (Charles Brantley Aycock) (زادهٔ ۱ نوامبر ۱۸۵۹ – درگذشتهٔ ۴ آوریل ۱۹۱۲)، از سال ۱۹۰۱ الی ۱۹۰۵ پنجاهمین فرماندار ایالت کارولینای شمالی ایالات متحده بود. او پس از شروع کار خود به عنوان وکیل و معلم، در دوره «ایالت‌های جنوبی یکپارچهٔ» حامی حزب دموکرات فعالیت کرد و به عنوان یک جدایی‌طلب برجسته شناخته شد.
او به دلیل حمایتش از بهبود سیستم مدارس دولتی کارولینای شمالی، به عنوان «فرمانده آموزش» شناخته شد و پس از پایان سمت دولتی، برای ترویج اهداف آموزشی به سرزمین خودش بازگشت.

## اوایل زندگی
چارلز بی. آیکوک در شهرستان وین، کارولینای شمالی به‌دنیا آمد. وی فرزند اخیر از ۱۰ فرزند بنجامین و سرنا آیکوک بود. خانواده او در نزدیکی شهر فعلی فرمونت در کارولینای شمالی زندگی می‌کردند که در آن زمان به نام ناهونتا شناخته می‌شد. اگرچه پدرش وقتی‌که چارلز ۱۵ ساله بود، فوت کرد. اما مادر و برادران بزرگش به توانایی‌های او پی بردند و تصمیم گرفتند که او را به دانشگاه بفرستند. آیکوک به دانشگاه کارولینای شمالی (دانشگاه فعلی کارولینای شمالی در چپل هیل) راه یافت و به انجمن بشردوستانه، یک انجمن مبتنی بر مناظره و ادبیات در دانشگاه، پیوست. چارلز در سال ۱۸۸۰ فارغ‌التحصیل شد. وی با داشتن مهارت در زمینه خطابه و مقاله‌نویسی، وارد حرفه وکالت در گلدزبورو شد و عایدی خود را به دلیل تدریس در مدرسه افزایش داد. موفقیت او در هر دو زمینه منجر به انتصاب او به عنوان سرپرست مدارس در شهرستان وین و خدمت در هیئت‌مدیره مدرسه در گلدزبورو شد.
او در سال ۱۸۸۸ فعالیت سیاسی خود را به عنوان انتخاب‌کننده ریاست‌جمهوری برای گروور کلیولند آغاز کرد. در آن زمان چارلز به عنوان خطیب و مناظره‌کننده سیاسی شهرت یافت. از سال ۱۸۹۳ الی ۱۸۹۷، وی به عنوان وکیل ایالات متحده در ناحیه شرقی کارولینای شمالی خدمت کرد.

## کمپین‌های برتری سفیدپوستان
در سال‌های ۱۸۹۸ و ۱۹۰۰، آیکوک در کمپین‌های حزب دمکرات برای «برتری سفیدپوستان» شهرت یافت. نقش آیکوک در شورش ویلمینگتون در سال ۱۸۹۸ در گزارش رسمی کمیسیون ایالتی شرح داده شده‌است. «خشونت برنامه‌ریزی شده برای سرکوب جوامع آفریقایی‌آمریکایی و جمهوری‌خواه به جنگ و خونریزی بدل شد. ما نمی‌توانیم پس از پیروزی قاطع و تا حدودی ضد اقدامی در انتخابات، به سادگی از کنار سخنرانی‌های آتشین پیرامون پیروزی برتری سفیدپوستان که مدام توسط سخنورانی مانند آلفرد مور وادل و چارلز آیکوک ایراد می‌شد، بگذریم.» طبق گزارش‌ها، آیکوک در روز قیام در ویلمینگتون حضور نداشت.
در سال ۱۸۹۹، مجلس ایالتی کارولینای شمالی که به شدت دموکرات بود، اصلاحیه‌ای را در قانون اساسی ایالت تصویب کرد. این اصلاحیه برای جلوگیری از سلب حق‌رای رای‌دهندگان فقیر سفیدپوست، «مالیات سرانه» و «آزمون سواد» و همچنین «بند اجداد» را اضافه کرد. آیکوک از این اصلاحیه حمایت کرد و از مجلس مقننه (کنگره) خواست تا آن را در انتخابات اوت - که از نوامبر جلو افتاده بود- به رأی مردم بگذارد. آیکوک در همان انتخابات، برای سمت فرمانده در برابر رقیبش، اسپنسر بی آدامزِ جمهوری‌خواه نامزد شد. در مسیر مبارزات انتخاباتی، حامیان او یکی از تفنگ‌های فیر سریع شورش ویلمینگتون در سال ۱۸۹۸ را به نمایش گذاشتند و آیکوک مرتباً توسط «پیراهن قرمزها» اسکورت می‌شد.
در واقع جمهوری‌خواهان و پوپولیست‌ها عموماً مدعی عدم شایستگی سیاه‌پوستان برای حکومت کردن هستند، اما وقتی از کلمه حکومت استفاده می‌کنند، آن را به تصدی یک سِمَت محدود می‌کنند. وقتی می‌گوییم سیاه‌پوستان برای حکومت کردن مناسب نیستند، حق مطلب را ادا می‌کنیم و وقتی اعلام می‌کنیم که آنها شایسته رأی دادن نیستند، ایده درست را بیان می‌کنیم. برای انجام این کار، ما باید سیاه‌پوستان را محروم کنیم. این حرکت از مردم شروع می‌شود. سیاستمداران می‌ترسند و تردید می‌کنند، اما جمعیت عظیمی از سفیدپوستان در ایالت اکنون خواستار آن هستند و خواستار حل و فصل موضوع یک بار برای همیشه هستند. انجام این کار هم مطلوب و هم ضروری است – مطلوب است زیرا باعث می‌شود سفیدپوستان به‌خاطر حرکت آهسته‌تر سیاه‌پوستان عقب‌مانده نشوند و رو به جلو حرکت کنند.— چارلز آیکوک، سخنرانی پذیرش نامزدی دموکرات برای فرماندهی، ۱۱ آوریل ۱۹۰۰
در انتخابات فرماندهی کارولینای شمالی در سال ۱۹۰۰، اصلاحیه حق رأی تأیید شد و آیکوک به عنوان فرمانده انتخاب شد. طبق گزارش‌ها، او ۶۰ درصد آرا را به دست آورد، اما این تا حدی به دلیل تقلب رأی‌دهندگان بود. در چندین شهرستان، تعداد آرای آیکوک از تعداد رای‌دهندگان واجد شرایط به میزان چند صد رأی بیشتر بود.

## فرماندار
آیکوک در سمت فرماندار، به دلیل حمایت از سیستم مدارس دولتی به عنوان «فرماندار آموزش» شناخته شد. گفته می‌شد که به ازای هر روزی که او در این سمت بود، یک مدرسه در ایالت ساخته می‌شد. ظاهراً آیکوک پس از دیدن افتخار مادرش هنگام امضاء یک سند، خودش را وقف آموزش کرد. آیکوک احساس می‌کرد که هیچ اصلاح اجتماعی پایداری بدون آموزش امکان‌پذیر نیست. او از افزایش حقوق معلمان، دوره طولانی‌تر مدرسه و احداث ساختمان‌های جدید مدارس حمایت کرد. «۶۹۰ مدرسه جدید ساخته شد، از جمله ۵۹۹ مدرسه برای سفیدپوستان و ۹۱ مدرسه برای سیاه‌پوستان».
در حالی که آیکوک به‌خاطر گسترش مدارس برای متعلمین سیاه‌پوست شناخته می‌شد، اما همچنین گفته می‌شود که وی از این موضوع حمایت می‌کرد که متعلمین سیاه‌پوست از طریق برنامه درسی و نظارت‌های شدید سفیدپوستان کارولینای شمالی کنترل شوند تا به درستی آموزش ببینند و «نژاد سیاه‌پوستان یاد بگیرند که تابع باشند».
بیایید هر ترسی از رقابت با سیاه‌پوستان داریم را دور بریزیم؛ هر ترسی از اینکه آنها در مسابقه زندگی بر ما غلبه خواهند کرد. ما اصیل هستیم و نباید از رقابت با طبقه عوام بهراسیم. تلاش برای کاهش مدارس دولتی آنها هزاران نفر از آنها را از ما دور می‌کند. در این زمان که توسعه صنعتی ما به نیروی کار بیشتری نیاز دارد، بسیار مهم است که در برخورد با نژادی که بخش بزرگی از کار، کار سخت واقعی را در ایالت انجام می‌دهند، اشتباه نکنیم.— فرماندار آیکوک، سخنرانی قبل از کنوانسیون ایالت دموکراتیک در گرینزبورو، ۲۳ ژوئن ۱۹۰۴